# Ардр
Ардр (фр. Ardres) — коммуна во Франции, регион О-де-Франс, департамент Па-де-Кале, округ Кале, кантон Кале-2. Расположена в 91 км к северо-западу от Арраса и в 13 км к юго-востоку от Кале, в 3 км от автомагистрали А26 «Англия», на берегу одноименного канала, впадающего в канал Кале-Сент-Омер в нескольких километрах севернее города. В 4 км к северу от центра коммуны находится железнодорожная станция Пон-д’Ардр линии Лилль-Кале.
Население (2018) — 4 403 человека.

## Достопримечательности
- Бастион Кондетт (Королевский бастион), объект исторического наследия
- Церковь Нотр-Дам де Грас
- Часовня кармелитов
- Несколько озёр, образовавшихся на месте выработанных торфяников, пользуются популярностью среди рыбаков и яхтсменов

## Экономика
Структура занятости населения:
- сельское хозяйство — 2,5 %
- промышленность — 5,2 %
- строительство — 5,4 %
- торговля, транспорт и сфера услуг — 45,4 %
- государственные и муниципальные службы — 41,5 %

Уровень безработицы (2017) — 15,1 % (Франция в целом — 13,4 %, департамент Па-де-Кале — 17,2 %). 

Среднегодовой доход на 1 человека, евро (2017) — 22 540 (Франция в целом — 21 110, департамент Па-де-Кале — 18 610).

## Демография
Динамика численности населения, чел.

## Администрация
Пост мэра Ардра с 2008 года занимает представитель партии «Вперёд, Республика!» Людовик Локе (Ludovic Loquet). На муниципальных выборах 2020 года возглавляемый им независимый список был единственным.
| Период | Период | Фамилия          | Партия                                                      | Примечания                                                                      |
| ------ | ------ | ---------------- | ----------------------------------------------------------- | ------------------------------------------------------------------------------- |
| 1983   | 1989   | Эдуар Кондет     | Социалистическая партия                                     | руководитель лаборатории                                                        |
| 1989   | 2008   | Бернар Карпантье | Союз за французскую демократию, Союз за народное движение   | член Генерального совета департамента                                           |
| 2008   |        | Людовик Локе     | Республиканское и гражданское движение, Вперёд, Республика! | вице-президент Генерального совета департамента, депутат Национального собрания |

## Знаменитые уроженцы
- Ламберт Ардрский (1160-1227) — средневековый хронист, придворный летописец графов де Гин.
- Жан-Мари Дорсенн (1773-1812) — граф, дивизионный генерал, участник Наполеоновских войн.

## Галерея

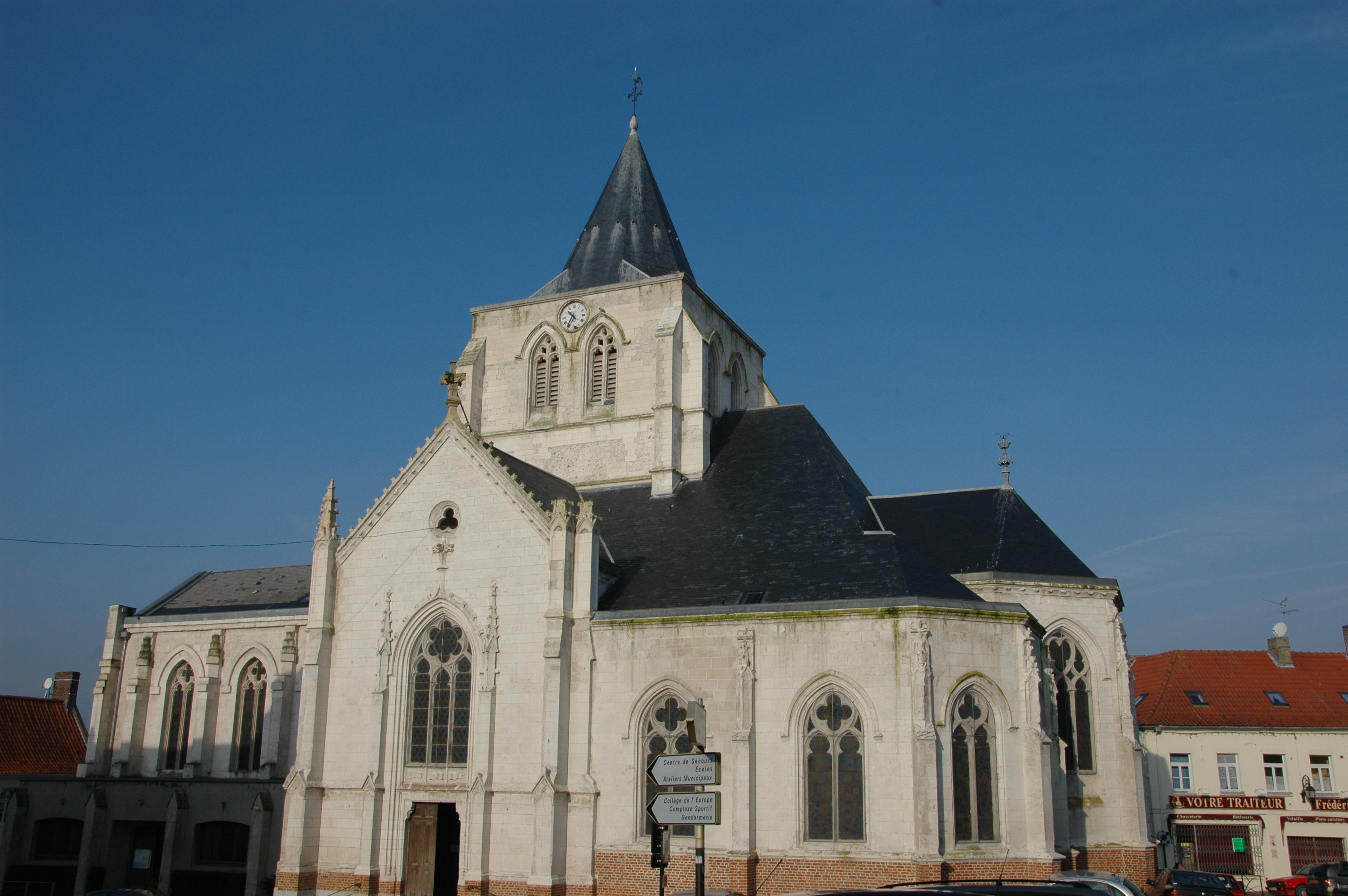
Церковь Нотр-Дам де Грас
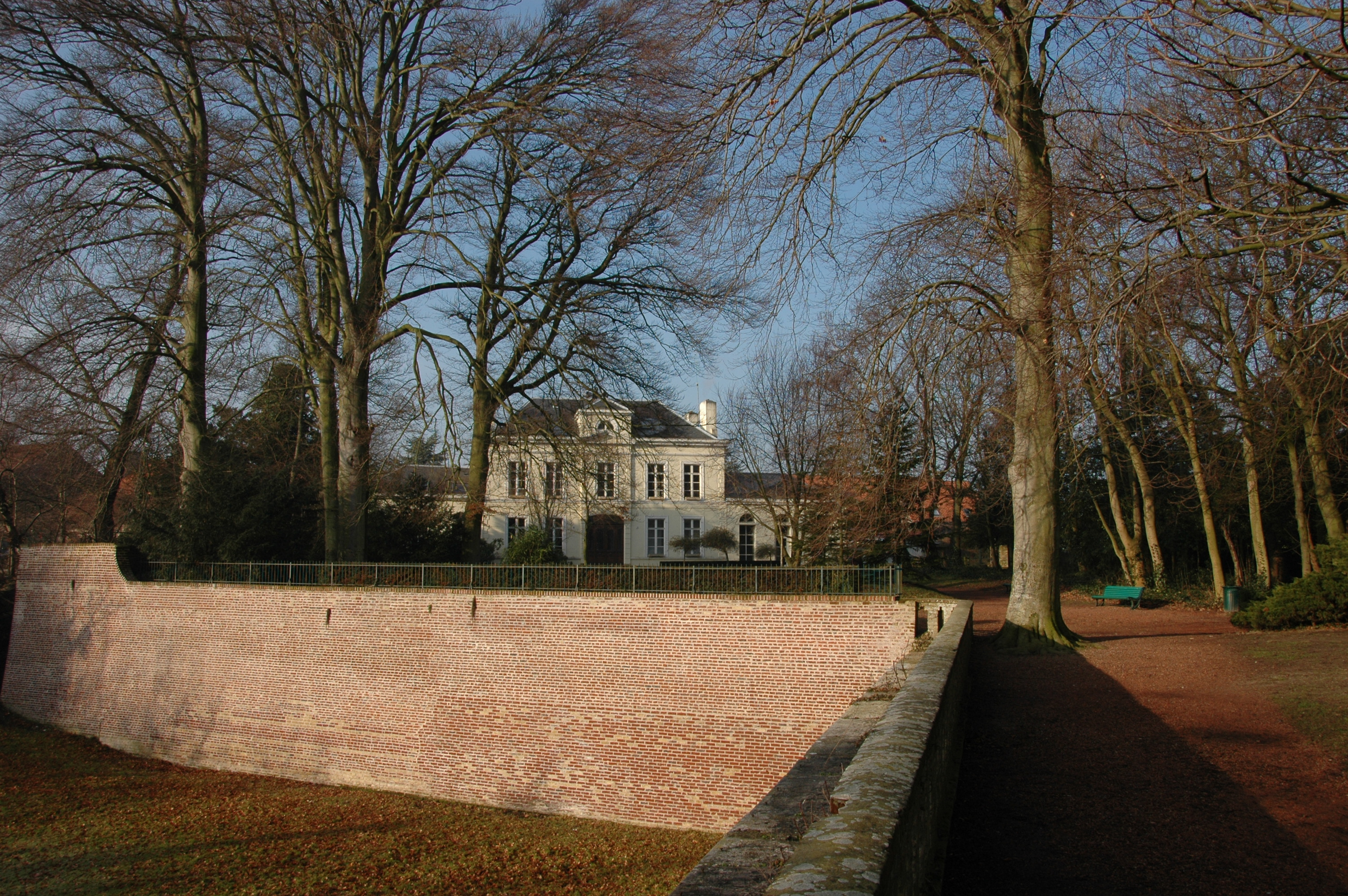
Городской парк
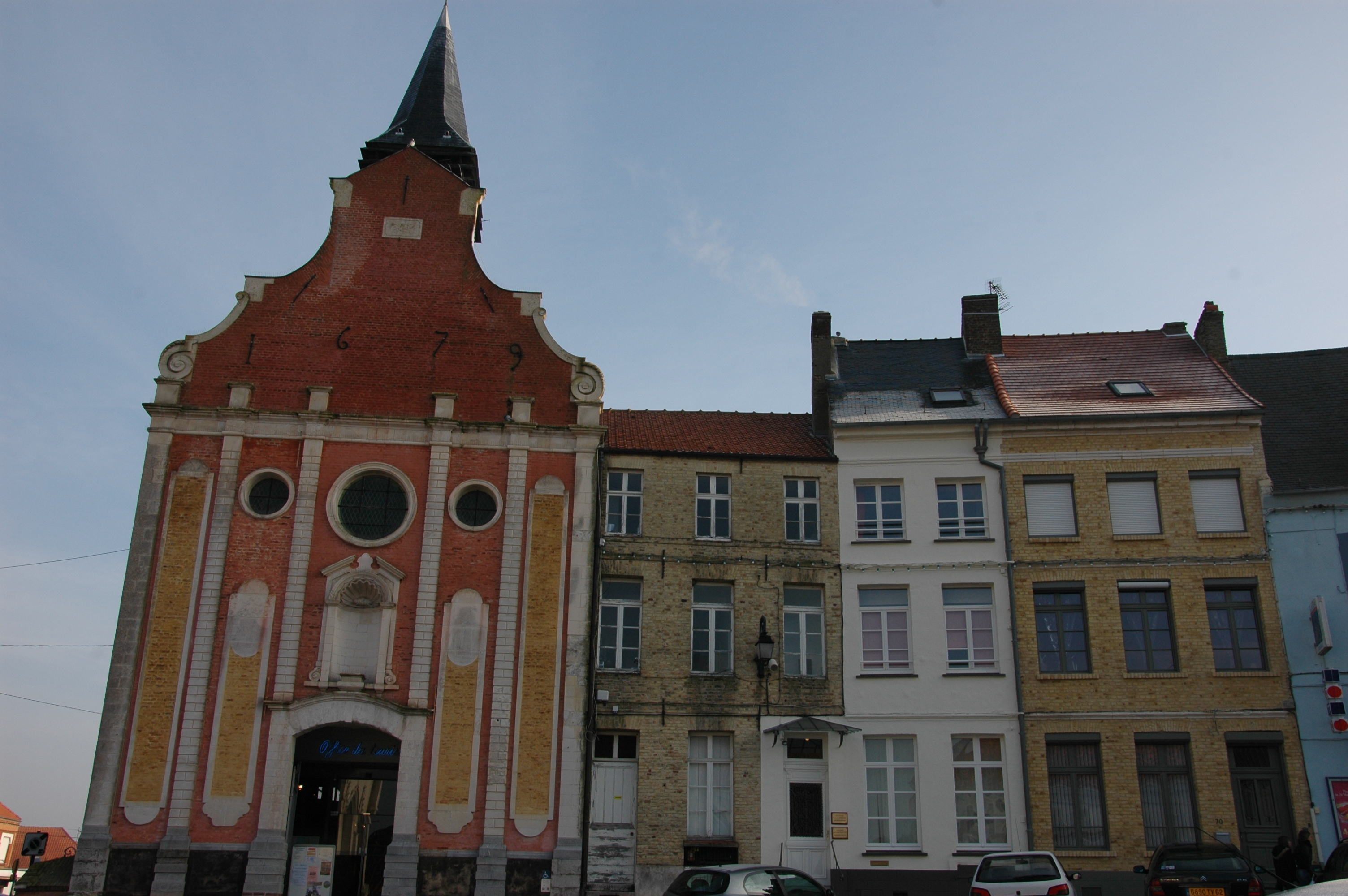
Площадь Гран Плас

1. 1 2  база данных о французских коммунах — Национальный географический институт Франции, 2015.